# Heliomar
Heliomar es un barrio perteneciente al distrito de Churriana de la ciudad andaluza de Málaga, España. Según la delimitación oficial del ayuntamiento, limita al norte con los barrios de Churriana y Hacienda Platero; al este, con el barrio de Las Espeñuelas; al sur, con los barrios de Lourdes y Buenavista; y al oeste, con los barrios de Finca La Hacienda y El Cuartón.

## Edificios de interés
- Hacienda San Javier
- Calle Torremolinos 18 y 52[2]

## Transporte
En autobús queda conectado mediante las siguientes líneas de la EMT: 
| Línea | Trayecto                      | Recorrido | Frecuencia    |
| ----- | ----------------------------- | --------- | ------------- |
| 10    | Alameda Principal - Churriana | Recorrido | 25-30 minutos |